# Smacafam
Lo smacafam è un piatto tipico della cucina trentina legato al carnevale.

## Etimologia
L'origine del termine è composto da smaca, ovvero "picchia con forza" e fam, "fame", e si riferisce alla capacità di placare l'appetito. È un tipo di torta salata morbida da consumare calda. 

## Descrizione
Si tratta di una pietanza, come suggerito dal nome, piuttosto pesante, è servita spesso come antipasto o anche come piatto principale accompagnato da insalata di tarassaco che ben si sposa con il sapore forte di questa pietanza.
Per la realizzazione questo piatto occorrono farina, burro, uova, latte, Luganeghe del Trentino fresche, lardo, sale e pepe.